# Яворницький Дмитро Іванович
Дмитро́ Іва́нович Яворни́цький (Еварни́цький) (25 жовтня (6 листопада) 1855, село Сонцівка (нині Борисівка), Харківська губернія, Російська імперія — 5 серпня 1940, Дніпропетровськ, Українська РСР, СРСР) — український історик, археолог, етнограф, фольклорист, лексикограф, письменник, дослідник історії українського козацтва, музеєзнавець, дійсний член НТШ (1914) і ВУАН (1929). Один із фундаторів Обласного краєзнавчого музею імені О. М. Поля. Автор понад 1500 наукових праць. Один з перших, хто детально вивчив всю історію запорозького козацтва та історію дніпровських порогів.

## Походження прізвища
Походження власного прізвища Яворницький пояснював від «явора» або «яворника». На багатьох друкованих працях вченого стоїть прізвище «Еварницький» . Уперше «Яворницький» зустрічається в подвійних підписах «Еварницький — Яворницький» у статтях 1890 року в «Екатеринославских губернских ведомостях».
Але ще у 1886 р. в листі до редактора першого українського історичного журналу «Кіевская старина» Феофана Лебединцева Яворницький прохав, щоб його статті підписували саме подвійним прізвищем «Д. І. Еварницький (Д. І. Яворницький)». І пояснював: «Я хочу сказати цим, що я не лях, а українець». Проте на всіх наступних працях знову стоїть «Еварницький». І лише після 1905 року вчений вживає або подвійний підпис, або просто «Яворницький» і зовсім рідко «Еварницький».
За радянських часів іменував себе тільки «Яворницьким». У листуванні з рідними та друзями прізвище «Яворницький» вчений почав уживати набагато раніше, ніж у друкованих працях, ще у 1884 році.

## Життєпис

### Ранні роки

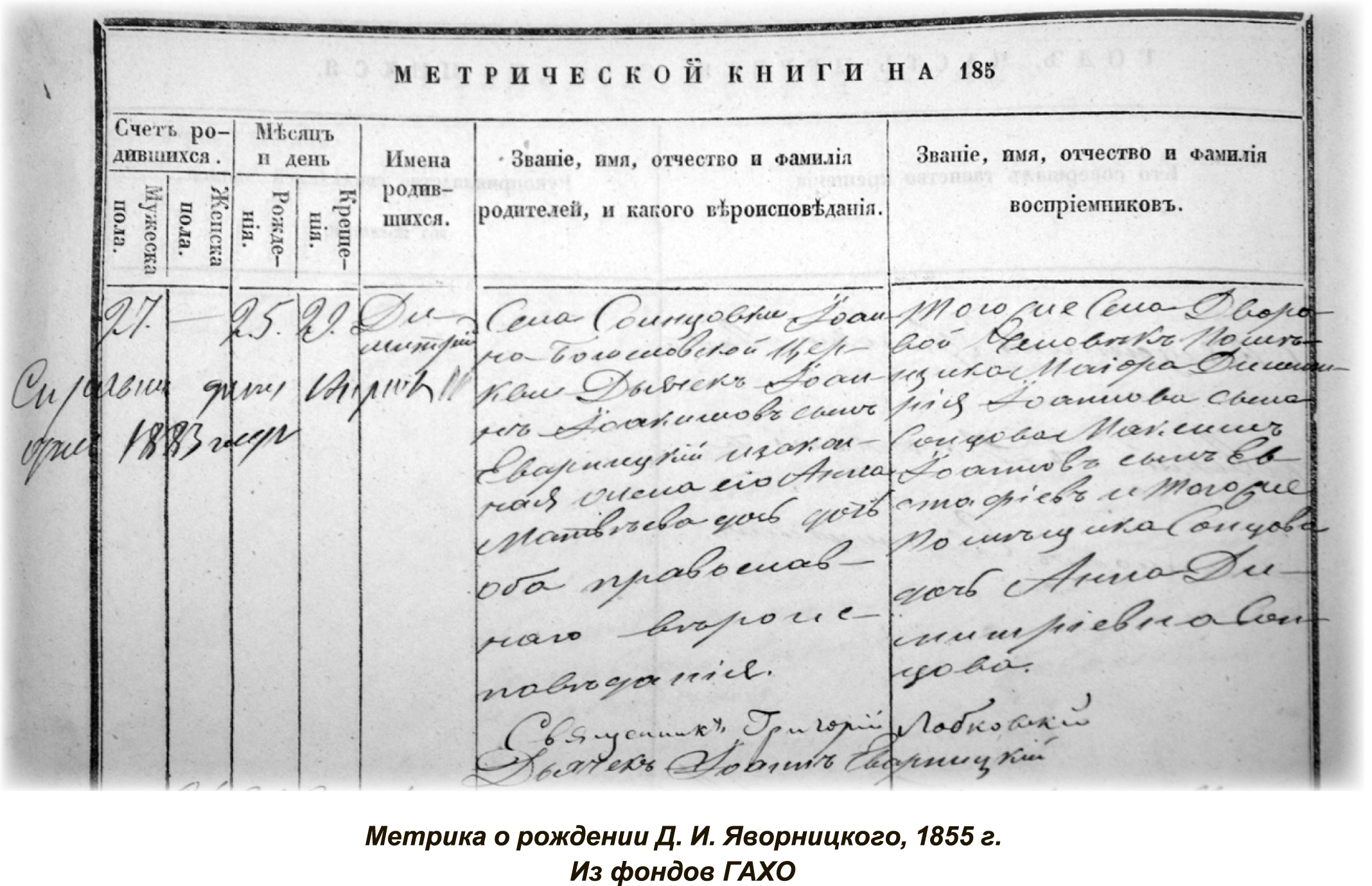
Витяг із метричної книги

Дмитро Яворницький родом із села Сонцівка (тепер у межах с. Борисівка Харківського району Харківської області).
Точна дата народження не була відома до початку ХХІ століття, коли у 2009 році Андрій Парамонов (директор Харківського музею міської садиби, краєзнавець, журналіст) знайшов у харківському архіві витяг із метрики, де вказано, що Дмитро народився 25 жовтня (за старим стилем), а 29 жовтня його охрестили.
Батько Дмитра Яворницького — Іван Якимович Яворницький (1827—1885) походив зі збіднілого дворянського роду, родоначальник якого належав до козацької старшини . За свідченням Дмитра Яворницького, з діда-прадіда він був панського коліна. Свій родовід вчений виводив від галицької шляхти. У книзі «По следам запорожцев» Дмитро Іванович пояснював, що за гербовником дворянських родів царства Польського, виданим 1853 року у Варшаві, відомо вісім панів Яворницьких. Одна гілка цього роду перейшла, мабуть, уже після гетьмана Богдана Хмельницького, у теперішню Харківську губернію і там осіла гніздом поблизу річки Сіверського Донця у Зміївському повіті. У новій батьківщині частина цього роду залишилася у дворянському стані, частина перейшла в духівництво, а частина у міщанство.
Дід Дмитра Івановича — Яким Федорович Яворницький — належав до духівництва і володів невеличким хутором «Яворницький» у Зміївському повіті Харківської губернії. Згодом вчений успадкував цей хутір.
До духівництва належав і батько Яворницького Іван Якимович, останнім місцем служби якого було село Сонцівка, де він був дяком. За словами Дмитра Івановича, його батько був «грамотій-самоучка», добра і розумна людина, не вчивсь ні в якій школі, а сам із себе вивчився писати і читати. Мати вченого — Ганна Матвіївна Терновська (1830—1916) була простою селянкою. Сім'я жила бідно, в селянській хаті.
Дитинство Яворницького пройшло у скрутних умовах матеріальних нестатків. Проте батько — Іван Якимович, хоча й був малоосвіченою людиною, намагався дати синові освіту, залучаючи його до читання. Тривалими зимовими вечорами, коли сім'я збиралась у маленькій хатинці, батько по складах читав дітям книжки. Мати пряла, а Дмитро з сестрою Горпиною лежали на печі й захоплено слухали батька. Особливе враження справив на маленького Дмитра твір Миколи Гоголя «Тарас Бульба». Образ козака Тараса глибоко запав у душу шестирічному хлопчику. Він невтішно ридав над долею козака Тараса Бульби. Пізніше Яворницький згадував, що «як дочитали до того місця, де Бульбу вішають, сльози, дитячі сльози, градом котились у мене із очей». Звідтоді й назавжди захопився Дмитро історією Запорозької Січі та її козаків. Батьківське читання змінювалося піснями, що їх чудово співала мати. Чудовий голос мав і батько майбутнього історика. Музично обдарованим виявився і Дмитро. Згодом він почав записувати пісні в рідній Сонцівці. Саме з цих записів й розпочалася дослідницька діяльність вченого.
Початкову освіту Яворницький здобув у рідному селі, а у 1867 р. почав навчатися в Харківському повітовому училищі, куди він потрапив випадково, завдяки дружбі із сином власника економії в Сонцівці.
В училищі Дмитро Яворницький вивчав російську і латинську мови, географію, історію, закон Божий та інші предмети. Учнів знайомили з літописними творами, давнім епосом, філософськими трактатами. Найбільші успіхи Дмитро мав у царині словесності.
По закінченні училища він повернувся додому і через деякий час, у 1874 році, за сімейною традицією, вступив до Харківської духовної семінарії. Це сталося за наполяганням батька. Однак священничий сан не вабив Яворницького, особливо через косність та схоластику, які панували в семінарії. Його захоплювали історія рідного краю, народні звичаї та фольклор. Провчившись три роки, Дмитро Яворницький залишив семінарію й у 1877 р. вступив на історико-філологічний факультет Харківського університету, що свого часу вважався «Слобожанськими Афінами» та уславився ідеями слов'янського відродження, розквітом романтизму, піднесенням зацікавлення етнологією, фольклором.

### Харківський університет

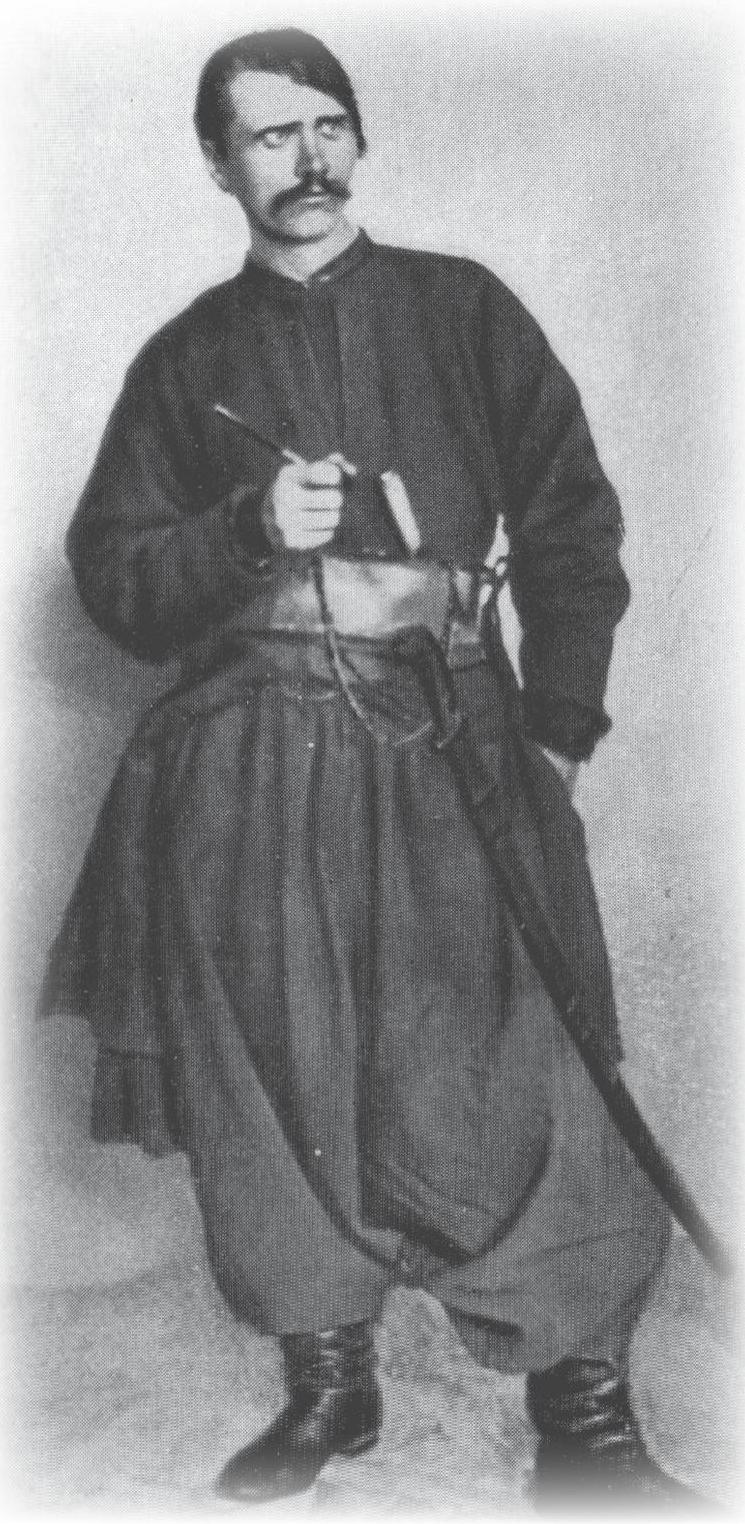
Яворницький в одязі запорожця

Час навчання Яворницького в Харківському університеті (1877—1881) припадає на період в історії, коли студентські заворушення призводили до тимчасового закриття університетів і припинення навчання. Такі події відбувалися й у Харківському університеті.
Вимушені канікули Дмитро Яворницький намагався проводити вдома, щоб допомогти батькам і відпочити, бо слабкий здоров'ям з дитинства, він часто хворів. У рідній Сонцівці він не гаяв часу, а збирав фольклорний матеріал, записував пісні, що їх співали мати та односельці. Декілька записаних ним у студентські роки пісень пізніше були опубліковані його студентським приятелем, майбутнім професором Харківського університету Михайлом Халанським (1857—1910), з яким Дмитро під час навчання мешкав в одній кімнаті.
У студентські роки Дмитро Яворницький знову вирішив повернутися до запорозького козацтва. На 2-му курсі він визначився з темою дослідження: «Виникнення та устрій Запорозького коша», почав вивчати літературу, шукати джерел, що висвітлювали історію запорозького козацтва.
Становлення Яворницького як вченого відбувалося під впливом прогресивних професорів Харківського університету, українських патріотів Олександра Потебні та Миколи Сумцова. Український філолог, творець лінгвістичної поетики Олександр Потебня залучив Дмитра Яворницького до участі в студентському гуртку з вивчення історії, побуту та звичаїв народу. Між учителем та учнем встановилися добрі стосунки.
Яворницький був частим гостем у родині Олександра Потебні, який допоміг йому влаштуватися на роботу в одну з харківських гімназій. Етнолог, фольклорист, громадський діяч Микола Сумцов згодом став його колегою і другом. Вони радилися, підтримували один одного в житті й творчості. Їх пов'язували спільні наукові інтереси, збігалися і їхні дослідницькі методи. Від своїх учителів Яворницький перейняв захоплення фольклором, нахил до збирання, записування та публікації пам'яток усної народної творчості. З вдячністю та повагою ставився Дмитро Іванович до своїх університетських вчителів. Їхні образи він втілив в автобіографічному романі «За чужий гріх» (1907 р.), а Сумцову присвятив вірш «Працівнику за Україну», який увійшов до збірки поезій «Вечірні зорі» (1910 р.).
На час закінчення університету Яворницький остаточно вирішив присвятити своє життя науці, а саме дослідженню історії запорозького козацтва. По закінченні університету (1881) він, як винятково обдарований студент, був залишений позаштатним стипендіатом для підготовки до професорського звання. Замість уже обраної ним теми, йому запропонували досліджувати історію Фінляндії. Дмитро Іванович згадував, як попечитель харківського навчального округу генерал-лейтенант Максимович у категоричній формі заявив початківцю: «Ваші запорожці нам не потрібні. Пишіть про Фінляндію». Проте молодий вчений виявив принциповість, не відмовився від обраної ще в студентські роки теми з історії запорозького козацтва. Тема належала до крамольних, тому за це згодом його позбавили стипендії. До цієї невдачі додалася ще й розлука з друзями — Михайлом Халанським та Миколою Липинським, які по закінченні університету поїхали викладати — один у Білгород, другий у Суми.
Залишившись без засобів для існування, Яворницький, за допомогою Потебні та інших харківських знайомих, влаштувався викладачем історії у 3-ю чоловічу гімназію та в жіночу гімназію Н. Я. Григорцевич.

### Перші експедиції
За порадою Олександра Потебні й Миколи Сумцова він вирушив у Південну Україну, на Катеринославщину та Херсонщину, де свого часу існувала Запорозька Січ. Починаючи з 1882 р., протягом 50 років майже кожного літа Яворницький мандрував землями колишніх Запорозьких вольностей, проводив археологічні розкопки, записував пісні, перекази, розповіді нащадків запорозьких козаків, знайомився з місцевими старожилами та власниками приватних колекцій, досліджував ландшафт і природні умови Запорозького краю, перепливав на дубах Дніпрові пороги, неодноразово ламав руку, тонув у Дніпрі, був засипаний землею в кургані. Про всі свої пригоди Яворницький писав Феофану Лебединцеву.
Разом з Яворницьким дослідженнями козаччини займався історик, фольклорист, археолог і викладач з Олександрівська Яків Новицький. В особі Новицького Дмитро Іванович здобув найвідданішого й найщирішого у своєму житті друга, однодумця, колегу. Багато спільного об'єднувало цих подвижників української культури. Понад 40 років тривали дружба і творча співпраця Дмитра Яворницького з Яковом Новицьким. Вони постійно радилися, ділилися творчими планами, допомагали один одному в дослідженнях, збиранні колекцій, складанні топографічних карт Запоріжжя, записуванні фольклору.
З перших праць наукової діяльності Дмитро Яворницький залучав до своїх досліджень широкий аматорський загал, передусім учителів, лікарів, священників, управителів маєтків, статистиків, земських службовців, колекціонерів та ін. Усі вони «постачали» йому необхідну інформацію, сповіщали про археологічні знахідки, розшукували пам'ятки, записували з вуст народу пісні, думи, перекази. Влітку 1884 р. Дмитро Яворницький через газету «Днепр» звернувся до населення Катеринославщини з проханням надсилати йому усі матеріали, що стосуються історії запорозького козацтва. Наукові подорожі вченого охоплювали значну територію — Катеринославську, Херсонську, Таврійську, Полтавську, Чернігівську та Харківську губернії.

### Харківський період

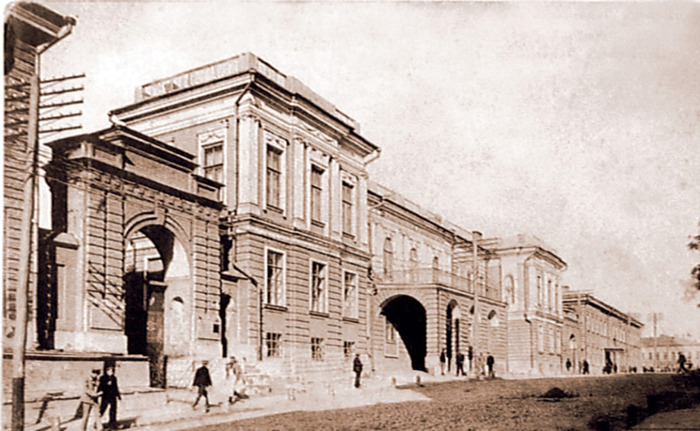
Харківський університет на початку XX століття

Дослідження Дмитро Яворницький уже в 1883—1884 втілив у серію статей історико-топографічного та фольклорного характеру, надрукованих у періодичних виданнях Харкова, Катеринослава та Києва, зокрема в першому українському історичному журналі «Кіевская старина». У січні 1883 його обрали членом наукового Історико-філологічного товариства при Харківському університеті, яке очолював (1878—1890) професор Олександр Потебня. Це надало Дмитрові Яворницькому новий імпульс до наукової праці. На підставі виявлених джерел вчений підготував серію публічних лекцій «Про запорозьких козаків». Перша лекція відбулася у Харкові 21 квітня 1884. Біржовий зал, де Дмитро Іванович читав лекції, щоразу був переповнений. Протягом двох годин публіка насолоджувалася імпровізацією молодого вченого, який захоплено, без конспекту читав лекції. Відтоді Дмитро Яворницький активно популяризував історію запорозького козацтва серед широкого загалу. Незабаром його лекції відбулися у Катеринославі, Полтаві, Чернігові, Хоролі, Херсоні, Москві, Петербурзі та багатьох інших містах України та Росії. Лекції мали величезний успіх і зробили Д. Яворницького досить популярним. Восени 1884 відбулося знайомство історика з корифеями українського театру Марком Кропивницьким, Миколою Садовським, Панасом Саксаганським, Марією Заньковецькою. Яворницький підтримував тісні стосунки з діячами харківської «Громади» — відомими вченими О. Потебнею, М. Сумцовим, педагогом Д. Пильчиковим, письменником і видавцем М. Лободовським та ін.
На харківський період припадає дружба Дмитра Яворницького з відомим поетом Яковом Щоголєвим, який присвятив Дмитру Івановичу вірш «В степу». Проте дружба закінчилась досить трагічно. У Щоголєва була дочка Єлизавета — особа високоталановита, музично обдарована, котра чудово грала на арфі. Саме гра Єлизавети на арфі «прикувала до неї і ум, і серце, і волю» Яворницького. Вони покохали одне одного. Проте Яків Щоголєв віддав Єлизавету заміж, проти її волі, заради титулу та багатства, за князя Шаховського. Однак Єлизавета не вжилася з князем Шаховським і покинула його заради «козака Байди», як називав себе у дружньому колі Дмитро Яворницький. Є відомості про те, що Єлизавета Яківна поїхала за Дмитром Яворницьким навіть у Середню Азію. За словами Дмитра Івановича, Яків Щоголєв прокляв і дочку, і тричі прокляв Яворницького. Однак через короткий час між Дмитром Яворницьким і Єлизаветою Шаховською стався розрив, який Дмитро Іванович пояснював тим, що у Єлизавети «натура така палка, така пекельна, що лучче одрубай собі правицю і біжи од неї з одною лівою, біжи без огляду…». Незважаючи на розрив з Яковом Щоголєвим, Дмитро Яворницький не перестав поважати його як талановитого поета. 
Окрім наукової діяльності, Дмитро Яворницький брав активну участь у громадському житті харківської інтелігенції. Восени 1884 з його ініціативи виникла ідея видати літературний збірник українською мовою. У той час заборони українського друкованого слова це був сміливий крок. Редагувати цей збірник мав також Дмитро Яворницький. Матеріальну підтримку обіцяв харківський аристократ Б. Філонов. Однак цей проєкт не здійснився. Важливою подією в житті Дмитра Яворницького став VI Археологічний з'їзд, що відбувся у серпні 1884 р. в Одесі. Вперше молодий вчений постав перед високим науковим форумом, на якому зібрався весь цвіт історичної науки Російської імперії. Тут Яворницький виголосив два реферати, котрі здобули високу оцінку фахівців. На з'їзді відбулося його знайомство з провідними вченими, зокрема з Володимиром Антоновичем. 
Саме починаючи від цього з'їзду, Яворницький став вважати себе археологом. 30 квітня 1885 р. його обрали членом-кореспондентом Московського археологічного товариства. Повернувшись до Харкова, вчений з натхненням продовжив дослідження. Проте над ним почали збиратися хмари. Реакція 1880-х років позначилася на житті й Харківського університету, зазнали тиску всі демократичні елементи. Природно, що енергійне дослідження і популяризація Дмитром Яворницьким «крамольної» історії запорозького козацтва, його активна громадська діяльність викликали вороже ставлення до нього влади. Він потрапив в опалу, восени 1884 р. був звинувачений в «українофільстві» й «сепаратизмі» та незабаром позбавлений стипендії і звільнений з університету. «І не думав і не думаю бути сепаратистом, — Люблю клаптик землі! Люблю тому, що не знаходжу ніде іншої розради, люблю тому, що там є широкий простір для моєї роздольної натури, люблю тому, що в чистих річкових водах своєї Украйни бачу сумний образ своєї особи. Ех, знали б люди, як важко мені жити на світі! Одна втіха — кинутися в степ, заглибитися в дні давно минулого часу … Так хіба це сепаратизм?».
Попри перешкоди Дмитро Яворницький не припинив наукових студій. У грудні 1884 р. поїхав до Москви, з метою розшуку в московських архівах документів з історії козацтва. Тут він встановив творчі контакти з відомими істориками Дмитром Анучиним, Іваном Забєліним, Дмитром Іловайським, Василем Ключевським, Миколою Ковалевським, С. Усовим та ін. А у січні 1885 р. здійснив подорож до Петербурга, де познайомився з діячами великої і впливової української колонії. Доленосною для нього була зустріч з видатним істориком Миколою Костомаровим, який справив надзвичайне враження на Дмитра Яворницького.
Вчений давав поради молодому історикові у царині дослідницьких підходів і методів, передусім щодо розробки комплексної джерельної бази з історії запорозького козацтва, залучення у дослідницький ареал не тільки писемних, але всіх типів історичних пам'яток, серед них речових, усних, зображувальних. Цей своєрідний заповіт Миколи Костомарова став дослідницьким кредо Дмитра Яворницького. На відомих костомаровських вівторках Дмитро Яворницький познайомився з петербурзькими українцями: Кесарем Білиловським, Данилом Мордовцевим (Мордовцем), Григорієм Вашкевичем, Петром Саладиловим, які стали його друзями. Саме тут народився план переїзду Дмитра Івановича до Петербурга, що й відбулося на початку серпня 1885.

### Петербурзький період

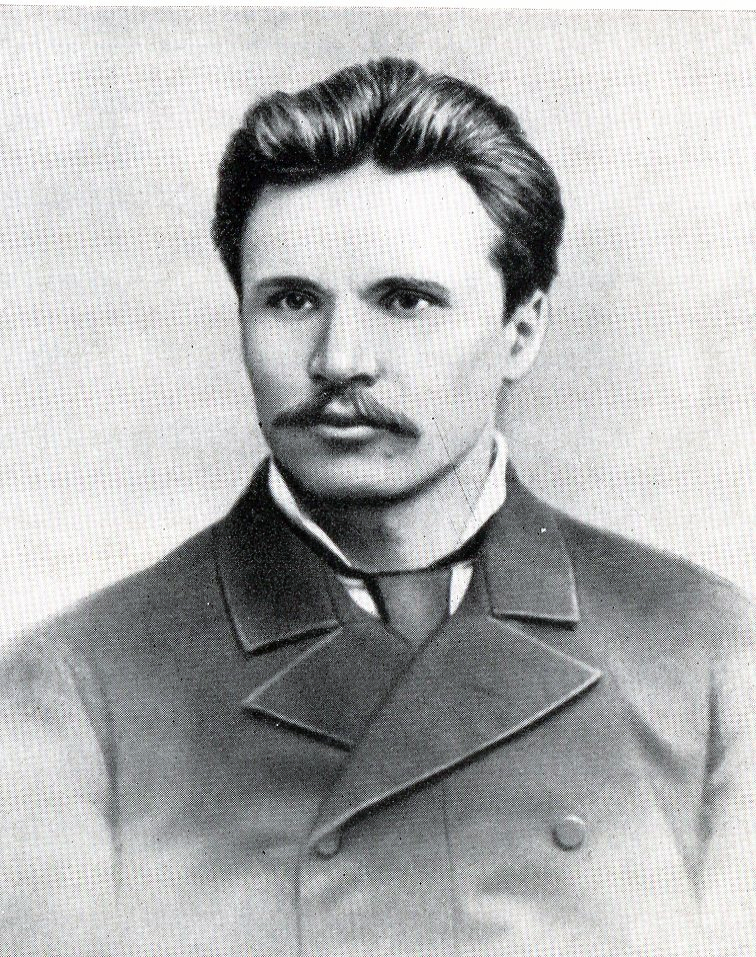
Дмитро Яворницький, 1885 р.

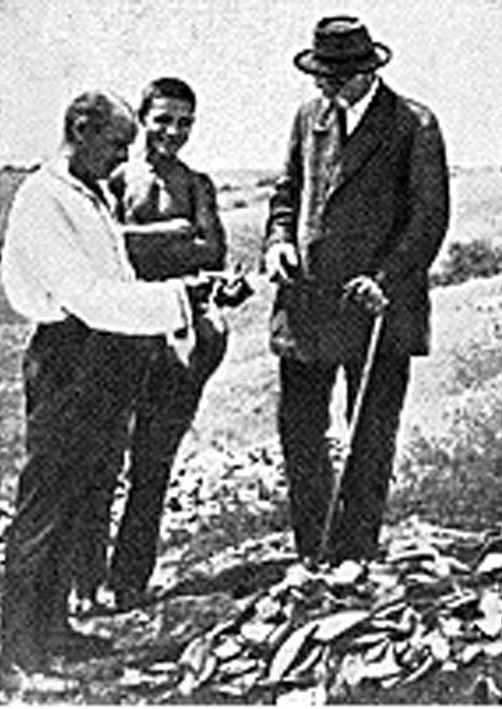
Дмитро Яворницький на археологічних розкопках на о. Хортиця

1885 рік пройшов чорною смугою в житті вченого: помер батько і сталося розлучення з першою дружиною Варварою Кокіною. А влітку під час розкопок Яворницький мало не загинув, коли його в ямі притиснуло землею. Над ним уже почали читати молитву. Ці події вплинули на Дмитра Яворницького, він мало не збожеволів, передчасно посивів.
Влітку він знову виїжджав в Україну для топографічних, археологічних і фольклорно-етнологічних досліджень. Особливо плідним виявився 1886 р. У березні цього року Дмитра Яворницького обрали дійсним членом Імператорського Російського археологічного товариства (м. Санкт-Петербург). Про наукову працю Яворницького в петербурзький період (1885—1892) свідчить його творчий доробок, що складається з 56 статей і 7 монографій, великого масиву знайдених ним історичних пам'яток, безлічі записаних пісень та іншого фольклорного матеріалу. Він досліджував Троїцький собор у Новомосковську, а також святиню запорозького козацтва, його «новий Єрусалим» — Самарський Пустельно-Миколаївський монастир. У полі зору дослідника були приватні колекції запорозької старовини, найбільшими з яких, за оцінкою Яворницького, були збірки Георгія Алексєєва та Олександра Поля на Катеринославщині й Василя Тарновського на Чернігівщині. 
У 1887 р. вчений здійснив подорож до Соловецького монастиря в пошуках документальних свідчень про останнього кошового отамана Запорозького війська Петра Калнишевського, який по ліквідації Запорозької Січі був ув'язнений у Соловецькому монастирі, де просидів 25 років, там помер і там похований.
У Петербурзі побачили світ: перша монографія Яворницького «Запорожье в остатках старины и преданиях народа» (1888), «Сборник документов для истории запорожских козаков» (1888), історико-популярне видання «Очерки по истории запорожских козаков и Новороссийского края» (1889), історико-топографічний нарис «Вольности запорожских козаков» (СПб, 1890), в якій вчений показав роль географічного фактора у формуванні запорозького козацтва.
Книга «Запорожье в остатках старины и преданиях народа» була видана завдяки матеріальній підтримці відомого українського мецената і колекціонера Василя Тарновського, який пожертвував на цю справу 1000 карбованців. Ця книга являє собою своєрідний щоденник вченого-мандрівника, що подорожує місцями колишнього Запоріжжя, і багата на оповідки запорозьких старожилів про козацькі часи, описи запорозького одягу, зброї, побутових та культових пам'яток.
До найвизначніших наукових надбань Дмитра Яворницького в цей період його діяльності належить 1-й том тритомної монографії «История запорожских козаков» (1892), у виданні якого науковцеві допомагали його друзі Петро Саладилов, Ілля Ріпин, В. Васютинський та ін. «История запорожских козаков» вважається «літописом» запорозького козацтва.
У Петербурзі Дмитро Яворницький брав участь у культурно-громадському житті української громади, приятелював з Кесарем Білиловським, Сергієм Васильківським, Георгієм Вашкевичем, Петром Катериничем, Дмитром Мордовцевим, Петром Саладиловим, Опанасом Сластьоном, Петром Пелехіним та іншими. Він заприятелював з художниками Іллею Ріпиним, Михайлом Мікешиним, Іваном Шишкіним, Костянтином Маковським, мистецтвознавцем і критиком Володимиром Стасовим. Згодом Дмитро Іванович почав влаштовувати в своєму помешканні так звані «суботки», на які збиралися земляки-українці й представники російської інтелігенції, іноді до 40 людей. На цих вечорах співали пісень, танцювали, слухали гру на кобзі Опанаса Сластіона.
З живописцем Іллею Ріпиним познайомився в лютому 1886 р. під час панахиди по Тарасові Шевченкові, що її відправила українська громада в Казанському соборі в Петербурзі. За словами Дмитра Яворницького, з Іллею Ріпиним його познайомили і здружили запорожці. Їхня дружба мала наслідок — славнозвісну картину Ріпина «Запорожці пишуть листа турецькому султанові». Окрім того, художник виконав кілька ілюстрацій до книги Дмитра Яворницького «Запорожье в остатках старины и преданиях народа», а також до 1-го тому «Истории запорожских козаков».

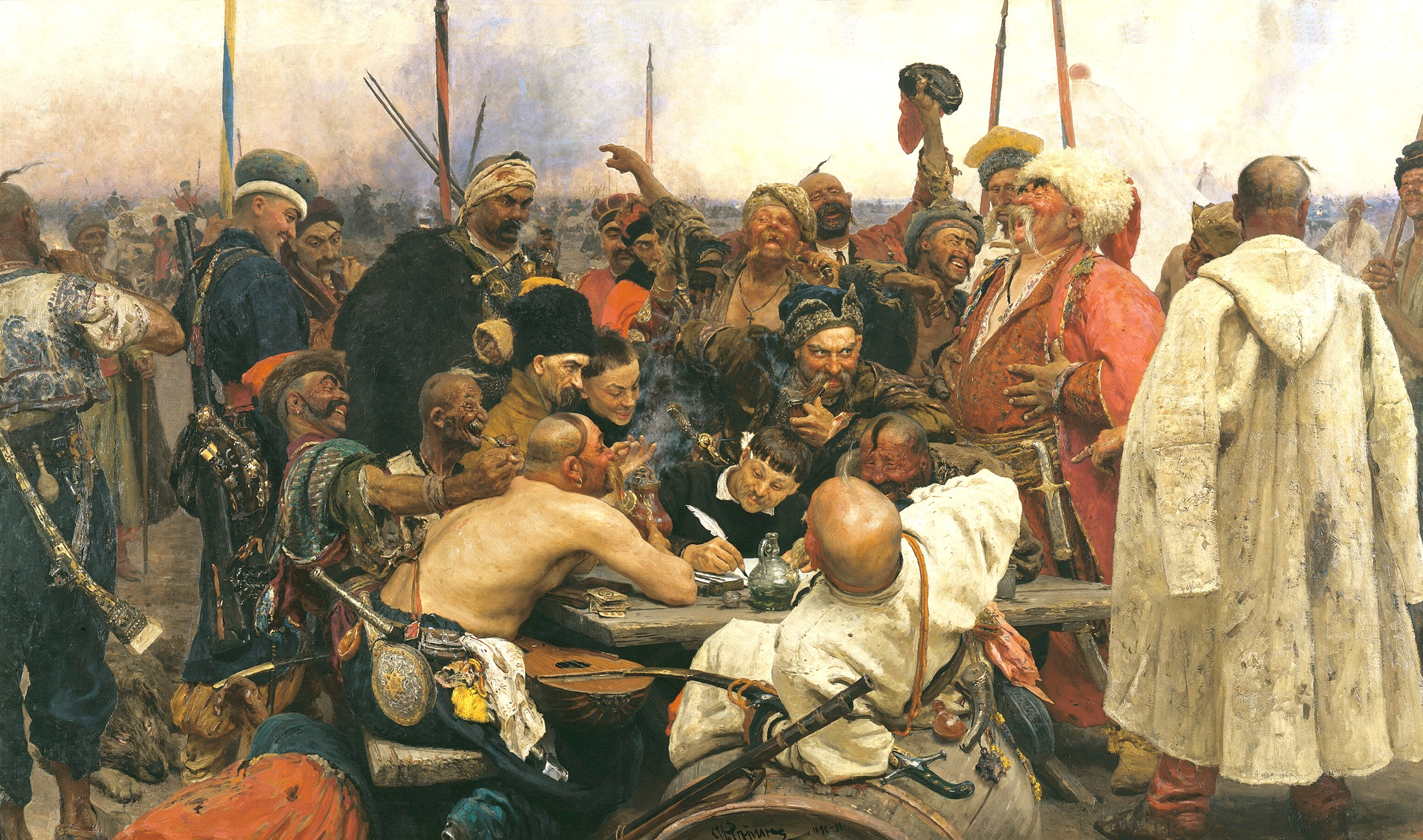
Яворницький зображений на картині Іллі Ріпина «Козаки пишуть лист турецькому султану» писарем, у центрі картини

Обвинувачення Дмитра Яворницького в «неблагонадійності» надходили до міністерства освіти. Навіть йшлося про якийсь донос із Харкова. Внаслідок цього міністр народної освіти Делянов таємним листом від 16 червня 1887 р. запропонував попечителеві Петербурзького навчального округу Новікову усунути Дмитра Яворницького від викладацької діяльності як неблагонадійного.
За допомогою впливових знайомих Яворницькому вдалося поновити викладацьку діяльність і влаштуватися в одній з найкращих петербурзьких гімназій — жіночій гімназії Марії Стоюніної. А влітку він знову поринув в археологічні дослідження, за традицією відвідав Катеринославщину, Херсонщину, Полтавщину, де копав кургани, збирав фольклорно-етнографічний матеріал.
У 1889 р. Дмитро Яворницький спільно з видатним катеринославським меценатом, колекціонером, краєзнавцем і громадським діячем Олександром Полем розшукував місце битви Богдана Хмельницького з поляками під Жовтими Водами. Влітку 1891 р. Дмитро Яворницький здійснив археологічні дослідження в селі Фаліївка на Херсонщині — маєтку свого приятеля Миколи Комстадіуса — згодом генерала, воєнного юриста, що походив зі шведського роду, був нащадком гетьмана Данила Апостола й належав до відомих на півдні України родин Синельникових, Селецьких, Малам та ін. Результатом цих досліджень стала книга Дмитра Яворницького «История села Фалеевки-Садовой» (СПб., 1892).
Дружні стосунки мав Дмитро Яворницький і з матір'ю Комстадіуса — Софією Миколаївною, уродженою Синельниковою (правнучкою правителя Катеринославського намісництва І. М. Синельникова), у другому шлюбі фон Таль. Окрім того, вчений заприятелював також з рідним братом Софії фон Таль — генералом Олексієм Синельниковим, в маєтку котрого у селі Михайлове-Апостолове у 1897 р. Яворницький здійснив археологічні дослідження й зробив сенсаційні знахідки, які демонструвалися в Ермітажі російському імператорові Миколі ІІ .
У 1891 р. наказом міністра народної освіти Івана Делянова, Яворницькому, вже у категоричнішій формі, заборонялося викладати в навчальних закладах Російської імперії «за тенденциозное проявление в лекциях антипатии к московской истории и правительству и пристрастие к истории Малороссии», що змусило його змінити дислокацію та тимчасово переорієнтуватись на дослідження в Середній Азії.

### Середньоазійській період
Період перебування Яворницького в Середній Азії (Ташкент, Самарканд) збігся з часом активної колонізації цього краю, пожвавленням культурного життя. Сюди приїздило багато вчених із різних країн, досліджували місцеву історію, проводили археологічні розкопки, зокрема французькі й англійські вчені. Український історик вельми прислужився створенню в Самарканді музею (Музеум Самаркандського статистичного комітету, наразі Державний музей історії і культури Узбекистану), який відкрили в липні 1896 р. Саме він описав усю колекцію Леона Барщевського, яка й стала основою для створення музею. Значним внеском Яворницького у дослідження історії Середньої Азії треба вважати серію його статей у місцевій (газети «Окраина», «Туркестанские ведомости») та центральній («Новости и биржевая газета») періодиці. Але головним досягненням став «Путеводитель по Средней Азии от Баку до Ташкента в археологическом и историческом отношениях» (Ташкент, 1893), за який вчений одержав орден Станіслава ІІІ ступеня (1893 р.) та орден Бухарської Золотої Зірки ІІІ ступеня (1894 р.) і чин колезького асесора (цивільний чин VIII класу). В Середній Азії Яворницький і далі напружено працював над історією козаччини, зокрема над другим томом «Истории запорожских козаков» (СПб., 1895), а також над книгою про кошового Івана Сірка, що вийшла друком 1894 р. в Петербурзі.
У Ташкенті й особливо в Самарканді Яворницький заприятелював з представниками місцевої інтелігенції, серед яких було багато земляків з України. Особливо міцні стосунки він підтримував з Юрієм Якубовським, родом з Житомира, службовцем самаркандського банку, толстовцем, шевченкознавцем-аматором, який друкувався в місцевих газетах. Середньоазійське відрядження Яворницького було розраховане на три роки, але фактично вчений перебував там 2 роки.

### Московський період
У квітні 1894 р. він виїхав до Москви для роботи в архівах, з метою закінчення 2-го тому «Истории запорожских козаков», який був надрукований у 1895 р. і в якому спостерігаються «наслідки» перебування вченого в Середній Азії. Це, зокрема, дотримання ним теорії азійського походження козацтва як історичного явища, порівняння й виявлення спільних рис у побуті козаків і народів Середньої Азії. 3-й том монографії вийшов у 1897 р. Критика неоднозначно зустріла цей твір Яворницького, якого звинувачували в ідеалізації та романтизації козацтва.
Новий 1895 р. Дмитро Іванович зустрічав в Москві, у колі друзів, потім поїхав до міста Владимира (на Клязьмі), де віце-губернатором був зять давнього його друга Георгія Петровича Алексєєва — князь Микола Петрович Урусов. Відтоді й на довгі роки заприятелював Дмитро Іванович з впливовим князем. А в липні 1895 р. за допомогою Івана Яковича Рудченка Яворницького зараховано на посаду чиновника з особливих доручень при Варшавській казенній палаті, що її очолював Іван Рудченко. Окрім того, Іван Рудченко і Георгій Алексєєв сприяли встановленню стосунків Яворницького з Варшавським університетом, зокрема зверталися до ректора цього університету Павла Ковалевського — вченого-психіатра, який свого часу навчався у катеринославській духовній семінарії й закінчив Харківський університет, рекомендуючи йому Яворницького. Протягом вересня 1895 — січня 1896 рр. Яворницький склав 4 магістерських іспити на історико-філологічному факультеті Варшавського університету. А наприкінці 1896 р., за сприянням професора Василя Ключевського, Яворницький влаштувався приват-доцентом на історико-філологічному факультеті Московського університету.
Також Яворницький взявся викладати історію в Строгановському училищі живопису. У 1898 р. Яворницький видав нову книгу «По следам запорожцев». Ця книга була заборонена цензурою, тому що значна частина тексту була написана українською мовою, а духівництво виведено у негативних типах. Того ж 1898 р. розпочалося друкування монументальної двотомної збірки документів «Источники для истории запорожских козаков», що остаточно була видана, за сприяння князя Миколи Урусова, лише 1903 р. у Владимирі.
29 квітня 1901 р. на історико-філологічному факультеті Казанського університету відбувся захист магістерської дисертації Яворницького. На здобуття наукового ступеня магістра російської історії вчений репрезентував 2-е видання 1-го тому «Історії запорозьких козаків».
В Москві активізувалася і літературно-громадська діяльність Яворницького, співпраця в журналі «Детское чтение», який видавав відомий російський педагогічний діяч Дмитро Тихомиров. В цьому журналі Яворницький опублікував низку статей: «Святки в Малороссии», «Забытый украинский філософ Сковорода», «Князь Дмитрий Іванович Вишневецкий», «Свирговский, Ружинский и Подкова», «Гетман Кшиштоф Косинский» та ін.
У Москві Дмитро Іванович особливо заприятелював з письменником і репортером Володимиром Гіляровським — «дядьком Гіляєм», разом з яким вони їздили шукати сліди перебування під Москвою кошового отамана Запорозької Січі Петра Калнишевського. Разом відвідали в Ясній Поляні геніального письменника Льва Толстого, про що розповів Гіляровський у своїх мемуарах «Друзья и встречи» (М., 1934). Для Яворницького це була друга зустріч з Толстим. Перша відбулася випадково 1899 р. у потязі.
Яворницький плідно співпрацював з Московським Археологічним товариством, Імператорською Археологічною комісією, Російським Воєнно-історичним товариством, Російським музеєм, Державним літературним музеєм. Він був обраний до складу Вітебської, Владимирської, Полтавської, Рязанської, Псковської і Таврійської архівних комісій.
Перебуваючи в Москві, Яворницький підтримував дружні стосунки з провідними діячами українського національно-визвольного руху і української культури: Борисом Грінченком, Костянтином Білиловським, Олександром Кониським, Михайлом Коцюбинським, Миколою Лисенком та ін. 1900 р. спільними зусиллями Д. Яворницького та живописців Сергія Васильківського і Миколи Самокиша побачив світло художній альбом «Из украинской старины». Яворницький був одним з найактивніших діячів Товариства ім. Т. Шевченка для допомоги нужденним уродженцям України, що навчалися у вищих закладах Петербурга.
Мешкаючи в Москві, Яворницький, як і раніше, читав багато лекцій по різних містах, особливо часто намагався приїжджати в Україну, постійно мріяв про «курінь» на березі Дніпра-Славути. Найулюбленішим місцем його відпочинку був невеличкий хутір Богодар в Олександрівському повіті Катеринославської губернії.

### Катеринославський період

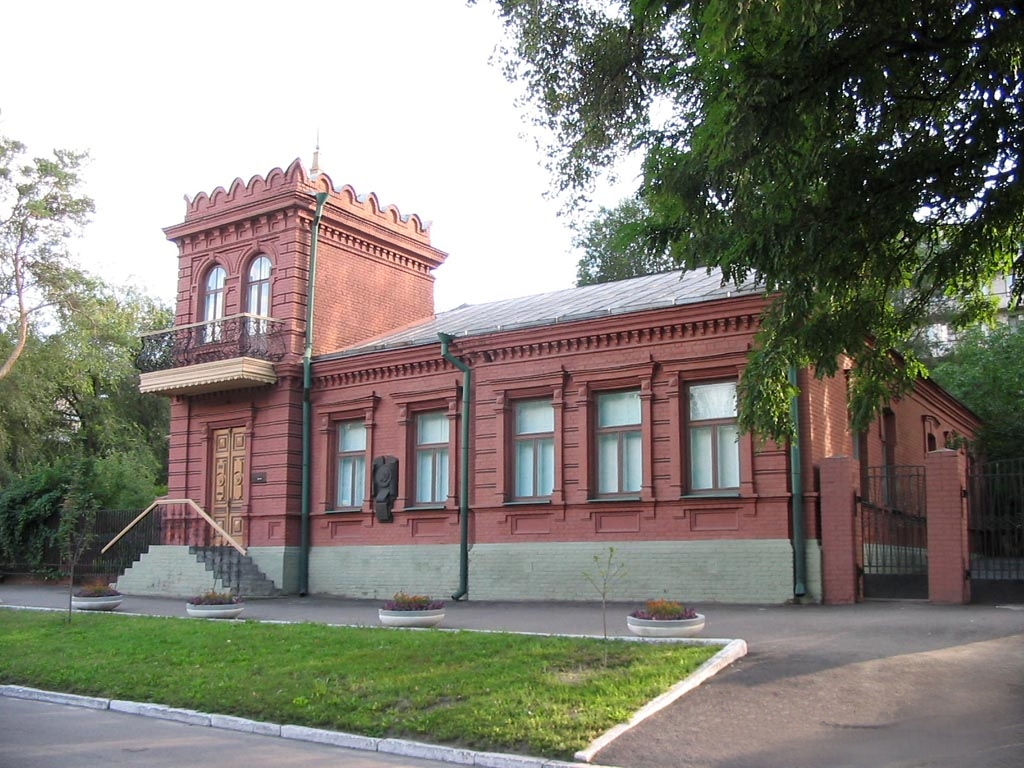
Меморіальний будинок-музей Дмитра Яворницького на площі Шевченка в Дніпрі

Робочий стіл Дмитра Яворницького в будинку-музеї

У 1902 р. його запросили на посаду директора Катеринославського обласного музею ім. О. М. Поля. 28 грудня 1902 р. З директорством Яворницького починається відродження, а фактично — становлення цього музею, який, завдяки Яворницькому, перетворився на один з провідних музеїв України, справжню скарбницю пам'яток української історії та культури. Музей став найбільшим у світі сховищем запорозької старовини. Він прочитав у краї багато лекцій, публікував статті в місцевій періодиці, приятелював з місцевими дослідниками Олександром Полем, Венедиктом Куриловим, Антоном Синявським, Яковом Новицьким та можновладцями Георгієм Алексєєвим, Яковом Гололобовим, Михайлом Миклашевським, Михайлом Родзянком, Ананієм Струковим, Миколою Урусовим та ін. Дмитро Іванович розпочав формувати музейну збірку. Власну колекцію старожитностей також поклав у фундамент музейного зібрання. Комплектування музейних фондів значно активізувалося в зв'язку з підготовкою ХІІІ Археологічного з'їзду, який мав відбутися влітку 1905 р. у Катеринославі.
Того ж року був збудований і власний будинок Яворницького й учений остаточно оселився у Катеринославі. Яворницький створив і понад 30 років керував музеєм, що являв собою провідний культурний центр Придніпров'я.
Багато сил і енергії доклав Дмитро Іванович до справи організації ХІІІ Археологічного з'їзду (Катеринослав, серпень 1905). Протягом трьох сезонів вчений здійснював широкомасштабні археологічні дослідження, керував організацією виставки, до участі в якій залучив багатьох колекціонерів. Того часу здійснилася мрія вченого «накопатися досить могил» (тобто курганів). Незабаром, у 1906 р. він був обраний дійсним членом Московського археологічного товариства.
У 1910 р. здійснилася давня мрія Яворницького — подорож на Близький Схід, де він відвідав Єгипет, побував у Єрусалимі, а в Гелуані зустрічався з геніальною українською письменницею Лесею Українкою. Повернувшись, вчений взяв участь у підготовці Південноросійської обласної сільськогосподарської, промислової та кустарної виставки, що відбулася у Катеринославі 1 липня — 10 жовтня 1910.
У 1906 р. вийшла друком фольклорна збірка вченого, над якою він працював майже 30 років — «Малороссийские народные песни, собранные в 1878—1905 гг.». У місцевій періодиці дослідник опублікував низку статей з історії запорозького козацтва. Важливою сторінкою в творчому житті Яворницького у Катеринославі була його участь в роботі місцевої вченої архівної комісії (1903—1916), співпраця з її провідними членами: Антоном Синявським, Василем Бідновим, Валерієм Машуковим, Яковом Новицьким, Віктором Даниловим, Дмитром Дорошенком. У 1909 р. Дмитро Іванович був обраний почесним членом цієї комісії. Він друкувався на сторінках її «Летописей» і головував на її засіданнях. На особливу увагу заслуговує стаття «Запорожці в поезії Т. Г. Шевченка», в якій Яворницький висвітлив запорозьку тематику в творчості Кобзаря. У 1909 р. вчений видав коштом катеринославського українського діяча й мецената Володимира Миколайовича Хрінникова збірку «Матеріали до біографії Т. Шевченка». Досить активною у катеринославський період була й лекційна діяльність Яворницького, в тому числі на загальноосвітніх курсах учителів у Катеринославі (1911) та Полтаві (1912).
Громадська позиція Яворницького яскраво виявилася в його діяльності у просвітянському русі, передусім у катеринославському товаристві «Просвіта», біля витоків якого у 1905 р. він стояв. Багато зусиль доклав Яворницький до святкування у Катеринославі 100-ї річниці від дня народження Т. Шевченка (1914 р.), що його організувала «Просвіта».
За ініціативою і під редакцією Яворницького в Катеринославі побачило світ перше і єдине число газети-тижневика «Запорожжє». 21—22 травня 1917 р. вчений був почесним головою катеринославського українського губернського з'їзду Центральної Ради.
Під час перших визвольних змагань, вдень і вночі охороняв Дмитро Іванович музей від пограбування, навіть домігся «охоронної грамоти» від Нестора Махна. У 1917 р. Яворницький брав участь у діяльності відродженої катеринославської «Просвіти». Не припиняв учений і лекційної діяльності. Яворницький читав лекції на губернських земських курсах для вчителів губернії; на українських курсах для вчителів земських та церковно-приходських шкіл і представників від волостей Павлоградського повіту; на курсах українознавства для вчителів земських і церковних шкіл Олександрівського повіту. З ім'ям Яворницького пов'язане становлення вищої освіти на Катеринославщині. Він став одним з перших професорів Катеринославського університету. 29 липня 1918 р. його обрано професором кафедри історії України цього навчального закладу, в якому 20 вересня того ж року він прочитав лекцію «Україно-руське козацтво перед судом історії». Він розробив курс історії місцевого краю.

### Радянський період

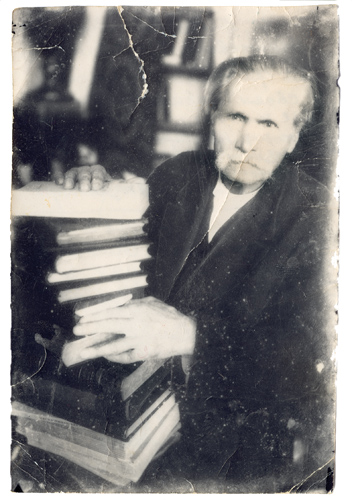
Дмитро Яворницький в останні роки життя

До значних творчих досягнень Дмитра Яворницького того часу належать географічно-історичний нарис «Дніпрові пороги» (Харків, 1928) та збірка документів «До історії Степової України» (Дніпропетровськ, 1929).
З ім'ям Дмитра Яворницького пов'язане й становлення архівної справи на Катеринославщині в пореволюційні роки. Він брав участь у роботі архівної комісії, створеній при губернському відділі народної освіти в 1920 р., яка мала взяти на облік архіви всіх дорадянських установ і завданням якої була організація архівної справи в губернії. 1 лютого 1922 р. Д. І. Яворницький очолив Катеринославське губернське архівне управління — саме ця дата вважається офіційною датою заснування Державного архіву Дніпропетровської області. В умовах страшної розрухи, паперового голоду в країні, безгрошів'я і повної байдужості місцевого начальства до архівної справи Дмитро Яворницький доклав багато зусиль для врятування цінних історичних джерел. Завдяки його подвижницькій діяльності вдалося зберегти документальний комплекс документів, який надалі склав основу Катеринославського крайового історичного архіву. У серпні 1924 р. Д. І. Яворницький подав у відставку і цілком зосередився на керівництві Крайовим музеєм. Але й працюючи в музеї продовжив свою самовіддану діяльюсть у справі вивчення архівних документів.
У 1921—1930 роках Яворницький керував науково-дослідною кафедрою українознавства, на якій працювали професори Михайло Злотников, Петро Єфремов, Митрофан Бречкевич, Володимир Пархоменко. Серед аспірантів кафедри, що близько стояли до Яворницького, були Кость Гуслистий, Павло Матвієвський, Павло Козар, Володимир Грінченко та ін.

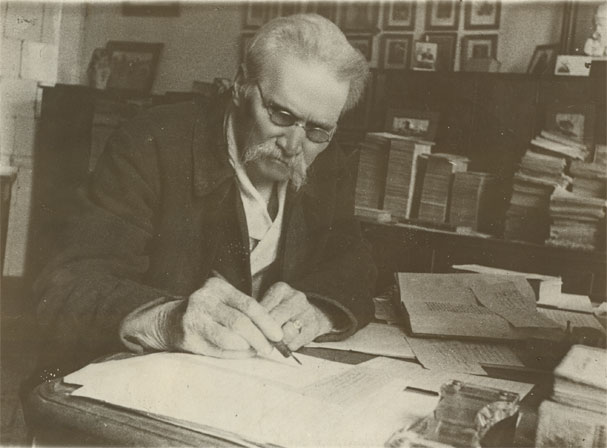
Дмитро Яворницький у власному кабінеті, 1930-ті роки

У 1920-ті рр. Дніпропетровський історично-археологічний музей, керований Яворницьким, перетворився на центр історико-краєзнавчих досліджень, охорони пам'яток. Його колекції використовувалися як джерело у дослідженнях гуманітарного циклу. До Яворницького, як директора музею і фахівця, зверталися за консультаціями і порадами науковці, письменники, діячі мистецтва з України, Росії, Німеччини, Чехії, Польщі, Великої Британії, Франції, а також земляки, що опинилися в еміграції, зокрема Василь Біднов, Євген Вировий, Олександр Ґалаґан, Іван Рудичів, Іван Труба та ін. У 1925 р. святкували 70-річчя Дмитра Яворницького. Цю подію урочисто відзначила й українська еміграція в Празі.
Яворницький у цей час керував комплексною науково-дослідною експедицією на Дніпробуді, яку він очолював протягом 1927—1932 рр. Певною мірою результати наукових досліджень експедиції здобули висвітлення в «Збірнику» Дніпропетровського краєвого історично-археологічного музею, 1-й і єдиний том якого за редакцією Яворницького побачив світло у 1929 р.
Коли стало відомо про те, що внаслідок спорудження греблі Дніпрові пороги будуть затоплені, посилився потік відвідувачів сюди, щоб подивитися на окрасу Дніпра. Д. Яворницькому належить ґрунтовне видання «Дніпрові пороги», вперше надруковане в Харкові у 1928 р., яке мало величезний успіх й зразу перетворилося на бібліографічну рідкість.
У 1920-ті рр. відбулося офіційне визнання наукових досягнень Яворницького. 1924 р. він був обраний членом-кореспондентом Української Академії наук, а у 1929 р. став її дійсним членом.
1928 р. Дмитро Іванович відвідав рідну Сонцівку, подарував місцевій школі свої книжки і дав гроші на ремонт і придбання літератури для шкільної бібліотеки. Директор місцевої школи Григорій Якубович писав славетному землякові, що після його (Яворницького) від'їзду дня не проходило в селі без спогадів про Дмитра Івановича.
Наприкінці 1929 р. Державне видавництво України запропонувало Яворницькому підготувати до видання його «Историю запорожских козаков». Але, вже почалися сталінські репресії, проводилися масові чистки від «неблагонадійної» інтелігенції, фабрикувалися справи і проводилися гучні процеси. Яворницький не брав активної участі у політичному житті, він перебував на обліку в ДПУ як соціально небезпечний елемент. Вже у середині 1920-х рр. на нього був донос і встановлено таємний нагляд. Сам знаходячись під «прискіпливим оком системи», Яворницький не боявся підтримувати, заступатися, надавати роботу в музеї, залучати в Дніпробудівську експедицію тих, хто зазнав утисків. Серед епістолярної спадщини Яворницького є один лист, який містить інформацію про Голодомор-геноцид. Це лист священника Василя Котляревського, який під впливом академіка Яворницького збирав народні пісні, пам'ятки історії та культури для Дніпропетровського історичного музею (в роки Голодомору проживав в селі Пескошино Мелітопольського округу). В листі Котляревський благає Дмитра Яворницького надіслати йому продукти, або гроші.
У 1933 р. Яворницький був обвинувачений в «буржуазному націоналізмі», а керований ним музей оголошений «кублом націоналістичної контрреволюційної пропаганди». Після такого нищівного обвинувачення за наказом міністра освіти УРСР В. Затонського від 31 серпня 1933 р. Яворницького звільнили з посади директора музею. Завдяки лікарям та дружині Дмитро Іванович встав з ліжка. Чотири місяці йому не виплачували академічної пенсії. Щоб не вмерти з голоду, приходилося нести на ринок різні речі та з того й жити. Допомагали академікові місцеві шанувальники його творчості, приносили продукти.
У 1937 р. в Україні сфабрикували чергову справу так званого «Українського націоналістичного контрреволюційного підпілля» на чолі з головою РНК УРСР Панасом Любченком. Яворницького також зарахували до верхівки цієї організації й визнали «натхненником» дніпропетровського «контрреволюційного підпілля». Заарештовані в цій справі свідчили проти Дмитра Івановича. Арештованих примушували визнати, що вдома у Яворницького проходили наради з питань боротьби проти влади, активними учасниками нарад у Яворницького були вчитель Микола Підгайко, а також Сагатовський, Петровський та Нестерець, саме за показами останнього визначили Яворницького особою, що проводила антирадянську обробку музейного активу. Однак самого вченого не заарештували. Дослідники висувають різні причини цього: похилий вік Яворницького, його науковий авторитет, заступництво високих посадовців тощо.
Під час обвинувачень й утисків Дмитро Іванович намагався домогтися справедливості. Він звертався до друзів, знайомих, впливових осіб (Володимира Затонського, Григорія Петровського, Василя Чубаря, Василя Шапірова та ін.). Але час був страшний, люди були залякані, боялися підтримувати стосунки з тими, хто попав в опалу. Багато з тих, хто потенційно міг допомогти вченому, самі опинилися під прискіпливим оком системи, а інші взагалі за ґратами.
У ці трагічні для Яворницького та його родини часи на допомогу прийшли друзі. Велику підтримку вченому надала історик Наталія Дмитрівна Полонська-Василенко, яку Дмитро Іванович називав «запорозькою матір'ю» (а себе «запорозьким батьком»). Полонська-Василенко разом з чоловіком — академіком М. П. Василенком — мешкала у Києві, була добре обізнана в усіх академічних справах, про які інформувала Яворницького.
На початку 1935 р. своє життя вчений оцінював на «три з мінусом». До музею він вже не повернувся, але творчу діяльність не припинив, у якій, як й завжди, знаходив душевне заспокоєння і моральне задоволення. Із захопленням працював Дмитро Іванович над улюбленим «Словником української мови»; підготував до друку збірку фольклорних матеріалів (2302 пісні); у 1936 р. написав «Историю города Екатеринослава» (укр. Історія міста Катеринослава); кожного року звітував перед Академією наук і складав плани творчих досліджень; працював над темою: «Послідовна зміна народів у південній частині України»; написав спогади про Миколу Костомарова, Іллю Ріпина, Льва Толстого, Василя Тарновського.
У 1939 р., з нагоди святкування 125-річчя від дня народження Тараса Шевченка, Яворницький був обраний до складу ювілейної Шевченківської комісії АН УРСР. До цього свята вчений підготував статті: «Шевченко і Ріпин» та «І. Ю. Ріпин про Т. Г. Шевченка». Й в останні роки життя Яворницький вів жваве листування з друзями та колегами. Життя академіка Д. Яворницького перервалося о п'ятій годині ранку 5 серпня 1940 р. Ховали Д. Яворницького 6 серпня 1940 р. о 8-й годині вечора на новому кладовищі у степу. Був оркестр тієї музики, яку завжди слухав історик у парку ім. Т. Шевченка.

## У кінохроніці
До наших часів зберігся мало не єдиний сюжет, на кадрах якого можна побачити Дмитра Яворницького, відзнятий 1929 року Одеською кінофабрикою ВУФКУ для «Кіножурналу» № 37/132. На кадрах професор дає поради членам військово-спортивної експедиції, яка прямує до Хортиці через Дніпрові пороги.
Перший документальний фільм про Яворницького знято 1968 року. Фільм має назву «В пошуках скарбів», а сценарій написав Іван Шаповал за одним з оповідань своєї однойменної книги. У фільмі розповіли біографію вченого та про його поїзду на Соловецькі острови у 1887 році в пошуках могили останнього кошового Запорозької Січі Петра Калнишевського.
1969 року знято сюжет у Дніпропетровську для кіножурналу «Радянська Україна», № 7. Глядачі ознайомилися з експозицією історичного музею, а також побачили кабінет, в якому працював Яворницький.
Сюжет фільму «Обличчя на полотні» від студії «Київнаукфільм» за 1986 рік присвячений дружбі Ріпина і Яворницького, а також написанню картини «Запорожці пишуть листа турецькому султанові».
Багато документальних фільмів і сюжетів про Яворницького знято за часів незалежності України. Один з останніх датується 2020 роком і має назву «Козацький батько Дмитро Яворницький» ( продукція Телетеатру у Дніпрі до 165-річчя науковця). До роботи над сценарієм залучено письменника- краєзнавця з Дніпра Миколу Чабана. Фільм знайомить  з життєвим шляхом та науковим внеском  Дмитра Івановича.

## Родина
18 лютого 1883 року він одружився з учителькою музики Варварою Петрівною Кокіною. За свідченням небоги Дмитра Івановича Т. І. Коломієць, в родині Яворницьких існувала легенда, за якою цю наречену майбутньому вченому знайшла мати — Ганна Матвіївна. За словами Коломієць, в юності Дмитро закохався у сільську дівчину, хотів одружитися з нею, але його мати була проти, і сама знайшла синові наречену — вчительку музики харківського єпархіального жіночого училища Варвару Кокіну. Але цей шлюб виявився невдалим й незабаром у 1885 р. стався розрив, як казав Дмитро Іванович, «не з його вини». Варвара Петрівна не змогла зрозуміти творчу захоплену наукою натуру Яворницького і стати йому другом і помічницею. Дмитро Іванович досить болісно переживав розлучення, яке офіційно було оформлене лише через 30 років — у 1915 році.
У 1918 р. відбулася доленосна подія в особистому житті Дмитра Івановича. Він одружився з учителькою Серафімою Дмитрівною Буряковою. Окрім громадянської реєстрації шлюбу, відбулося вінчання, 31 жовтня 1918 р. у церкві Знамення Пресвятої Богородиці (134 Феодосійського полку) в місті Катеринославі.
Бурякова закінчила Києво-подільську жіночу гімназію, педагогічні курси при Фундукліївській жіночій гімназії (1898), курси для підготування учителів початкових училищ при Катеринославському педагогічному інституті (1917), до 1924 р. працювала у різних школах Катеринослава, завідувала 3-м жіночим училищем, 22-ю трудшколою та ін. З Яворницьким вона познайомилася в музеї.
Дітей у Дмитра Івановича не було ні в першому, ні в другому шлюбі.

## Пам'ять
Указом Президії Верховної Ради УРСР «Про увічнення пам'яті академіка Д. І. Яворницького» від 11 жовтня 1940 р. його ім'я було надане Дніпропетровському історичному музею. 18 липня 1946 р. Дніпропетровський виконком обласної ради депутатів трудящих ухвалив рішення про відкриття будинку академіка Д. Яворницького (м. Дніпро, майдан Т. Шевченка, 5). Проте лише під час «відлиги», 18 липня 1964 р. відкрито меморіальну кімнату-музей і встановлено меморіальну дошку.
У часи маланчуківщини 1974 року цей меморіальний музей (тоді всього одна кімната!) закритий "на ремонт" і знову відкрився лише 3 листопада 1988 р.  У цьому проміжку стояло питання про знесення оселі (!), бо по сусідству мали будувати Жовтневий райком партії. Питання малодосліджене, але є відомості, що від руйнування оселю Яворницького уберегли лише протести діаспори. Місцеві історики за незначними винятками під партійним пресом проголосували за знесення.
На перебудовній вже хвилі в садибі 1988 року була відтворена меморіальна експозиція та діє виставкова зала, де репрезентовано особисті речі Яворницького, його рукописи, книги, світлини, картини Миколи Струнникова, Сергія Васильківського, Фотія Красицького та ін. Вестибюль прикрашають унікальні настінні розписи: «Тарас Бульба із синами» (автор М. Струнников) і «Сцени з козацького життя» (автор Т. Ткаченко). Біля будинку розташований сад, дерева в якому ті ж самі, що і за життя господаря (вціліла сосна, посаджена особисто Яворницьким).
Заповіт вченого поховати його біля стін створеного ним музею виконано лише 1961 р., коли Яворницького перепоховали. У 1995 р., з нагоди 140-річчя від дня народження академіка Дмитра Яворницького, у Дніпропетровську, біля історичного музею, відбулося урочисте відкриття пам'ятника йому (скульптор — Володимир Наконечний, архітектор — Василь Мірошниченко). Пам'ятник споруджено народним коштом.
1991 року Національна спілка краєзнавців України заснувала Премію імені Дмитра Яворницького.
У листопаді 1998 року в селі Борисівка споруджено пам'ятник Дмитрові Яворницькому. Автори пам'ятника — Наталя та Олексій Фоменки..
Також у кількох населених пунктах України існують вулиці, названі на честь Дмитра Яворницького, а у Дніпрі його ім'ям 2015-го названо центральний проспект і вулиця в Соборному районі.
У 2005 році НБУ викарбував та ввів до обігу пам'ятну монету на честь Дмитра Яворницького номіналом 2 гривні.
2005 року Укрпошта випустила поштову марку на честь 150-річчя від дня народження.

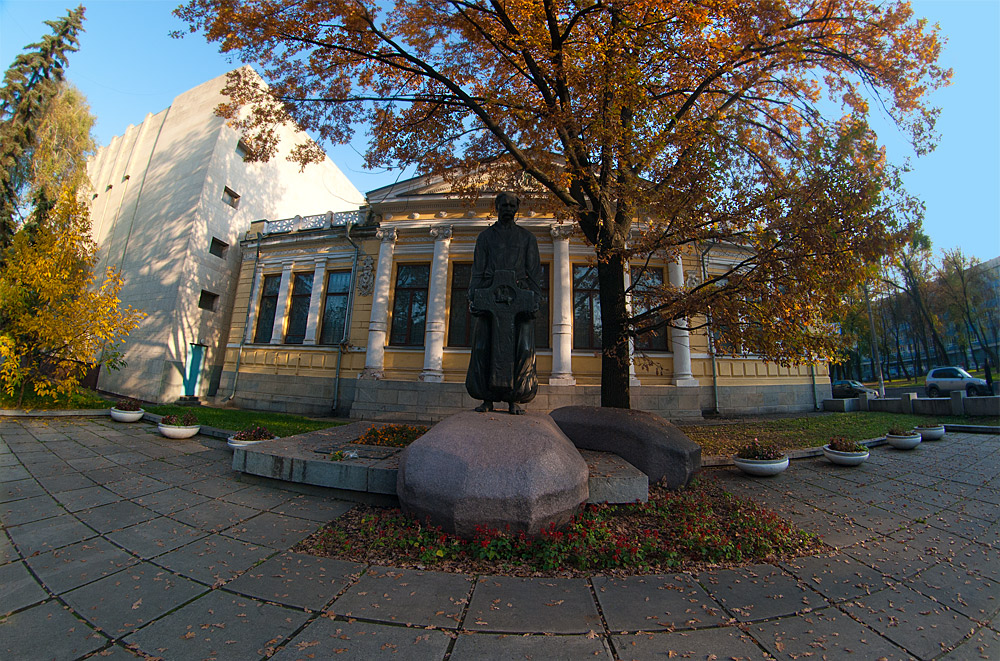
пам'ятник на фоні Дніпропетровського історичного музею імені Яворницького
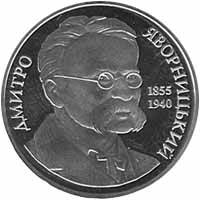
пам'ятна монета номіналом 2 гривні Національного банку України (2005)
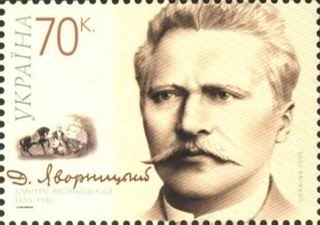
поштова марка, 2005 рік
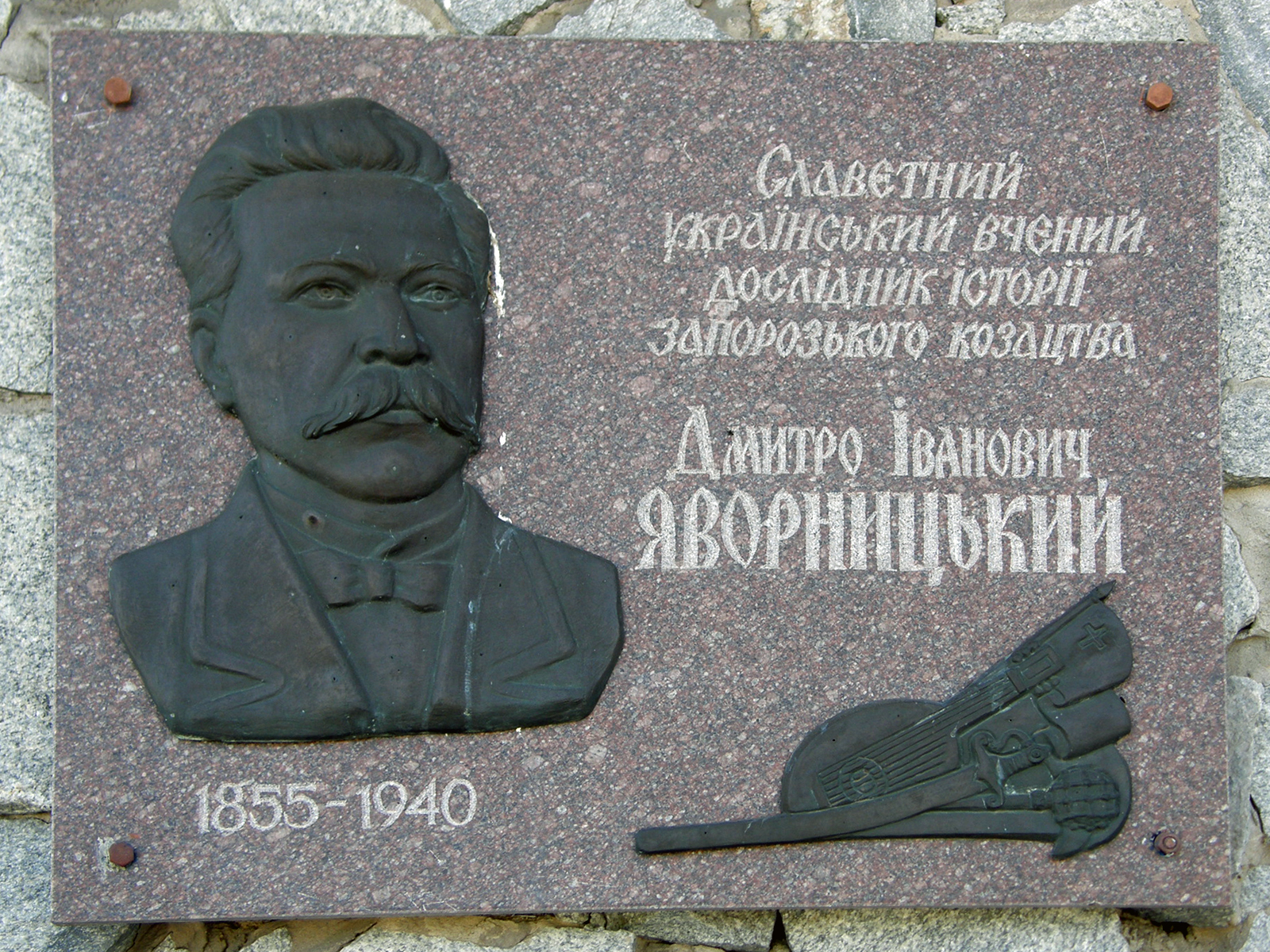
меморіяльна табличка на стіні Музею козацтва на Хортиці

## Дослідження і твори

### Археологічні
Як археолог-дослідник запорізької старовини, Яворницький написав розвідки:
- «Запорожская печера над Днепром» (1885),
- «Раскопка Кургана „Мухина гора“» (1885),
- «Раскопка Кургана в д. Вороной» (1885).

Готуючись до археологічного з'їзду (1905), що відбувся у Катеринославі, він розкопав близько 200 могил; завдяки його старанням створено колекцію матеріальних пам'яток — 75 000 експонатів, пов'язаних із Запоріжжям і Півднем України, які зберігаються в Дніпропетровському державному історичному музеї. 

Яворницький досліджував старі церкви: 

- «Церковные памятники Запорожья» (1893),
- «Церковное устройство у запорожских казаков» (1890), і зібрав понад 600 експонатів церковної старовини, переважно з XVIII ст.

### Історичні
В історичних дослідах основну увагу Яворницький приділив історії Запорізької Січі, серед них:
- «История запорожских казаков», т. 1 (загальний огляд території запорожців, їхнього устрою і побуту, 1892, 2 вид. — т. 1 1900), т. 2 — історія до 1686 (1895), т. З — історія до 1734 (1897);
- «Очерки по истории запорожских казаков и Новороссийского края» (1889),
- «Вольности запорожских казаков» (1918);
- «Иван Дмитриевич Сирко, славный кошевой атаман запорожских низовых казаков» (1894).
- Яворницький Д. І.,. Як жило славне Запорожське Низове військо. — Катеринослав : Друкарня І. Вісман та І. Мордхилевич, 1918. — 38 с.

Багато матеріалів про Запоріжжя Яворницький зібрав і містив у часописі «Кіевская старина»:
- «Жизнь запорожских казаков по рассказу современника-очевидца» (1883),
- «Топографический очерк Запорожья» (1884),
- «Число и порядок Запорожских Сечей» (1884),
- «Остров Хортица на реке Днепре» (1886),
- «Архивные материалы для истории Запорожья» (1886),
- «Последний кошевой атаман П. И. Калнышевский» (1887);
- «Главнейшие моменты из истории запорожского казачества» (в «Русской Мысли», 1897),
- «Гетман Петр Конашевич Сагайдачный» (1913),
- «Кошовий отаман Осип Михайлович Гладкий» (1928),
- «Дніпрові пороги» (1928).

Цінні фактичними даними збірники Яворницького:
- «История города Екатеринослава» (1937),
- «Сборник материалов для истории запорожских казаков» (1888),
- «Источники для истории запорожских казаков», — т. 1 — т. 2 (1903),
- «До історії Степової України» (1929).

### Етнологічні
Яворницький зібрав багатий етнографічний і фольклорний матеріал; ще за студентських років він записав понад 1000 пісень і близько 500 оповідань; серед праць на ці теми варті згадки: 

- «Запорожье в остатках старины и преданиях народа», том перший — том другий (1888), в якому вміщено 55 малюнків і 7 планів місцевостей (деякі малюнки виконав І. Рєпін);
- «По следам запорожцев»[63] (1898), де зафіксовано зустрічі і розмови з нащадками запорожців, подано пісні про Запоріжжя, описи ігор, народних танців, матеріалів народної медицини тощо;
- «Древнейшие обыватели Южной России» (1899),
- «Малороссийские народные песни, собранные в 1878 — 1905 гг.» (1906), де зібрано 830 пісень, колядок, щедрівок, веснянок, переважно записаних з голосу;
- «Рибальчі заводи на низу Дніпра» (1927).

У 1906 — 36 Яворницький зібрав 2 302 пісні, з них 255 з нотами, які, однак, лишилися в рукописі.

### Лінгвістичні
У царині лексикографії Яворницький мав значні досягнення. Усе своє життя він збирав українські слова, але, на жаль, за життя Яворницький зумів видати лише дрібку від усього українського лексично багатства яке він зібрав. Так, Яворницький у передмові до першого тому свого СУМу згадує що він надіслав 2500 зібраних ним українських слів Борису Грінченко, й значну частину з тих слів використано Грінченком у його словнику СУМ-Грінченка (у 4 томах, 1907—1909; 68 тис. слів) оскільки сам Грінченко у власній передмові до свого словника говорить про запозичення 1515 слів у Яворницького. Окрім того, за життя Яворницький зумів видати перший том свого Словника української мови (т. І, А— К, 1920, 8113 слів), але за різних обставин так і не зміг видати решту томів. Яворницький продовжував збирати українські слова й перед смертю, станом на липень 1939 року, зібрав понад 50 тис. українських слів (у своїх спогадах секретар Яворницького в останній роках Микола Костюк згадував про 60 тис. українських слів).
Після смерті Яворницького його документи, і у тому числі і матеріали для словника, були передані в Державну бібліотеку АН УРСР, звідки рукопис словника передали до Інституту мовознавства, про що свідчать листи, надіслані звідти вже вдові вченого, Серафимі Яворницькій. Під час II Світової війни архівні матеріали АН УРСР були евакуйовані, й хоча після війни документи збереглися, але куди подівся сам словник невідомо.
Станом на 2020 достеменно невідомо чи збереглися десь матеріали для Словника української мови з 50 тис. слів українською мовою, чи їх знищено.

### Художні
Яворницький також був автором низки літературних творів:
- збірки поезій «Вечірні зорі» (1910)[66],
- повістей і оповідань
  - «Наша доля — Божа воля». (1901 і 1905),
  - «У бурсу!» (1908),
  - «Поміж панами» (1911),
  - «Драний хутір» (1911),
  - «Русалчине озеро» (1911),
  - «Де люди — там і лихо» (1911),
  - «Три несподівані стрічі» (1912);
- роман «За чужий гріх» (1907).